# Sergej Šundikov
Sergej Šundikov nebo Sjarhej Šundzikau (* 10. července 1981 Novaja Huta, Sovětský svaz) je bývalý běloruský zápasník–judista a sambista.

## Sportovní kariéra
S úpolovými sporty začínal od útlého dětství po boku svého otce Viktora, tehdy aktivního sambisty. V dospívání se připravoval jako sambista pod vedením Igora Mochoreva a Vladimira Chuďakova. V 16 letech uspěl v judistické dorostenecké reprezentaci a judu se začal cíleně věnovat. V seniorské judistické reprezentaci se poprvé objevil v roce 2001. Jeho osobním trenérem byl v seniorech Vjačeslav Senkevič. V roce 2004 se kvalifikoval na olympijské hry v Athénách, ale jeho snažení skončilo ve druhém kole.
V roce 2007 si během zářijového mistrovství světa v Riu v zápase s Guillaumem Elmontem přetrhal vazy v koleni a podstoupil plastiku doma v Bělorusku a v prosinci reoperaci v Německu. V červnu 2008 se vrátil na tatami a vybojoval nominaci na olympijské hry v Pekingu proti Nikolaji Barkovskimu, který byl při jeho absenci reprezentační jedničkou. Jeho vystoupení na olympijských hrách skončilo neúspěšně. Byl nalosován do náročné skupiny, ve které hned v úvodním kole nestačil na pozdějšího finalistu Korejce Kim Če-poma.
V roce 2009 se vrátil v plné formě a své kvality potvrdil na mistrovství světa v Rotterdamu ziskem druhého místa. Od roku 2010 ho však opět trápila vleklá zranění kolen a k jeho pohodě nepřidaly ani problémy v běloruském judistickém svazu, který se po roce 2010 potřeboval s novými judistickými pravidly reformovat. Sportovní kariéru ukončil v roce 2012 Věnuje se trenérské práci.
Sergej Šundikov byl primárně pravoruký judista. Z masivního úchopu na zádech utočil zblízka sambistickou variantou techniky uči-mata-makikomi. Tuto techniku zvládal jak na pravou tak na levou stranu.

## Výsledky
| Turnaj             | 1999 | 2000             | 2001             | 2002             | 2003             | 2004             | 2005             | 2006             | 2007             | 2008             | 2009             | 2010             | 2011             |
| Turnaj             | 18   | 19               | 20               | 21               | 22               | 23               | 24               | 25               | 26               | 27               | 28               | 29               | 30               |
| Turnaj             |      | polostřední váha | polostřední váha | polostřední váha | polostřední váha | polostřední váha | polostřední váha | polostřední váha | polostřední váha | polostřední váha | polostřední váha | polostřední váha | polostřední váha |
| ------------------ | ---- | ---------------- | ---------------- | ---------------- | ---------------- | ---------------- | ---------------- | ---------------- | ---------------- | ---------------- | ---------------- | ---------------- | ---------------- |
| Olympijské hry     |      | —                |                  |                  |                  | úč.              |                  |                  |                  | úč.              |                  |                  |                  |
| Mistrovství světa  | —    |                  | úč.              |                  | úč.              |                  | —                |                  | úč.              |                  | 2.               | —                | —                |
| Mistrovství Evropy | —    | —                | úč.              | úč.              | 5.               | úč.              | úč.              | 1.               | 2.               | —                | —                | —                | úč.              |
| MS juniorů         |      | úč.              |                  |                  |                  |                  |                  |                  |                  |                  |                  |                  |                  |
| ME juniorů         | úč.  | 3.               |                  |                  |                  |                  |                  |                  |                  |                  |                  |                  |                  |